# Xysticus multiaculeatus
Xysticus multiaculeatus là một loài nhện trong họ Thomisidae.
Loài này thuộc chi Xysticus. Xysticus multiaculeatus được Lodovico di Caporiacco miêu tả năm 1940.